# Prima Categoria (1920/1921)
Prima Categoria 1920/1921 (z wł. Pierwsza Kategoria) – 20. edycja najwyższej w hierarchii klasy mistrzostw Włoch w piłce nożnej, organizowanych przez FIGC, które odbyły się od 19 listopada 1920 do 24 lipca 1921. Mistrzem został Pro Vercelli, zdobywając swój szósty tytuł.

## Organizacja
Ze względu na dużą liczbę uczestników turnieju rozgrywki przedłużyły się prawie do końca lipca.
Liczba uczestników w turnieju północnym została powiększona z 48 do 64 drużyn, a w turnieju środkowo-południowym z 18 do 24 uczestników. Kluby z Północnych Włoch podzielono na pięć grup regionalnych. Oprócz tego, grupy z Emilii, Piemontu i Wenecji podzielony na 2 podgrupy, a grupa Lombardii na 8 podgrup. Następnie najlepsze drużyny z podgrup zmagały się w turnieju finałowym regionu o awans do dalszych gier w półfinałach. Kwalifikację uzyskiwało: po dwa kluby z Ligurii i Wenecji, 3 z Emilii, 4 z Piemontu oraz 5 z Lombardii. Następnie zwycięzcy czterech grup półfinałowych grali w parach półfinałowych, a zespół który wygrał finał otrzymywał tytuł mistrza Północnych Włoch.
W równoległym turnieju środkowo-południowym najpierw zostały wyłonione dwie najlepsze drużyny z regionów Toskania, Lacjum i Kampanii, które awansowały do półfinału. Oprócz tego, grupa z Kampanii została podzielona na 2 podgrupy, z których po 2 najlepsze drużyny zmagały się potem w turnieju finałowym regionu o awans do dalszych gier w półfinałach. Zwycięzcy dwóch grup półfinałowych potem walczyli o tytuł mistrza środkowo-południowych Włoch.
W finale narodowym (wł. Finalissima) mistrz głównego turnieju z Północy (wł. Torneo settentrionale) grał z mistrzem Środkowych i Południowych Włoch (wł. Torneo peninsulare).

## Kluby startujące w sezonie

### Północne Włochy
Emilia-Romania
| Klub             | Miasto             | Stadion                          |
| ---------------- | ------------------ | -------------------------------- |
| Bologna          | Bolonia            | Stadio Sterlino                  |
| Carpi            | Carpi              | Campo della chiesa di San Nicolò |
| Mantova          | Mantua             | Campo Ippodromo Te               |
| Modena           | Modena             | Campo di viale Fontanelli        |
| Nazionale Emilia | Bolonia            | Campo della Cesoia               |
| Parma            | Parma              | Piazza d'armi                    |
| Piacenza         | Piacenza           | Stadio Comunale                  |
| Reggiana         | Reggio nell’Emilia | Stadio Mirabello                 |
| SPAL             | Ferrara            | Campo di Piazza d'Armi           |
| Virtus Bolognese | Bolonia            |                                  |

Liguria
| Klub            | Miasto                 | Stadion                       |
| --------------- | ---------------------- | ----------------------------- |
| Andrea Doria    | Genua                  | Campo sportivo della Cajenna  |
| Genoa           | Genua                  | Campo di via del Piano        |
| Rivarolese      | Rivarolo Ligure, Genua | Campo "Torbella"              |
| Sampierdarenese | Sampierdarena, Genua   | Stadio di Villa Scassi        |
| Savona          | Savona                 | Campo di via Frugoni          |
| Sestrese        | Sestri Ponente, Genua  | Campo sportivo di via Tripoli |
| Spes Genova     | Genua                  |                               |
| Spezia          | La Spezia              | Stadio Alberto Picco          |

Lombardia
| Klub                | Miasto                | Stadion                                         |
| ------------------- | --------------------- | ----------------------------------------------- |
| Atalanta            | Bergamo               | Campo della Clementina                          |
| Ausonia Pro Gorla   | Gorla Primo, Mediolan | Campo Pro Gorla, viale Monza                    |
| Brescia             | Brescia               | Campo di Via Cesare Lombroso                    |
| Casteggio           | Casteggio             |                                                 |
| Chiasso             | Chiasso               | Campo di Mornello a Maslianico                  |
| Como                | Como                  | Campo via dei Mille                             |
| Cremonese           | Cremona               | Campo di via Persico                            |
| Enotria Goliardo    | Mediolan              | Campo di via Colletta                           |
| Internazionale      | Mediolan              | Campo di via Goldoni                            |
| Juventus Italia     | Mediolan              | Campo del Bersaglio                             |
| Legnanesi           | Legnano               | Campo di via Lodi                               |
| Legnano             | Legnano               | Campo di via Lodi                               |
| Libertas Milano     | Mediolan              | Campo di via Bersaglio                          |
| Milan               | Mediolan              | Campo di Viale Lombardia                        |
| Milanese            | Mediolan              | Campo di via Borsieri, Campo di Viale Lombardia |
| Monza               | Monza                 | Campo delle "Grazie Vecchie"                    |
| Nazionale Lombardia | Mediolan              | Campo della Baggina                             |
| Pro Patria          | Busto Arsizio         | Stadium di via Valle Olona                      |
| Pavia               | Pawia                 | Campo Velodromo                                 |
| Pro Sesto           | Sesto San Giovanni    | Campo di Via Carducci                           |
| Saronno             | Saronno               | Campo di via Milano                             |
| Stelvio             | Mediolan              | Campo di Via Candiani                           |
| Trevigliese         | Treviglio             | Campo C.S. Trevigliese                          |
| Varese              | Varese                | Campo delle Bettole                             |

Piemont
| Klub           | Miasto            | Stadion                           |
| -------------- | ----------------- | --------------------------------- |
| Alessandria    | Alessandria       | Campo degli Orti                  |
| Amatori Torino | Turyn             | Campo di via Rivalta              |
| Biellese       | Biella            | Motovelodromo Lanzone             |
| Carignano      | Carignano         |                                   |
| Casale         | Casale Monferrato | Stadio Natale Palli               |
| Juventus       | Turyn             | Stadio di Corso Sebastopoli       |
| Novara         | Novara            |                                   |
| Pastore        | Turyn             | Campo di Pozzo Strada             |
| Pro Vercelli   | Vercelli          | Campo di piazzale Conte di Torino |
| Torino         | Turyn             | Campo Stradale Stupinigi          |
| Torinese       | Turyn             |                                   |
| Valenzana      | Valenza           | Campo di Porta Alessandria        |

Wenecja
| Klub      | Miasto  | Stadion                            |
| --------- | ------- | ---------------------------------- |
| Bentegodi | Werona  | Stadio Marcantonio Bentegodi       |
| Dolo      | Dolo    | Stadio Walter Martire              |
| Padova    | Padwa   | Campo della Pensione Universitaria |
| Petrarca  | Padwa   | Campo della Pensione Universitaria |
| Schio     | Schio   | Campo Pasubio                      |
| Treviso   | Treviso | Campo di Santa Maria del Rovere    |
| Udinese   | Udine   | Campo Polisportivo Moretti         |
| Venezia   | Wenecja | Campo di Sant'Elena                |
| Verona    | Werona  | Stadio Marcantonio Bentegodi       |
| Vicenza   | Vicenza | Campo Borgo Casale                 |

### Środkowe i Południowe Włochy
Kampania
| Klub                  | Miasto           | Stadion                                                    |
| --------------------- | ---------------- | ---------------------------------------------------------- |
| Audace Napoli         | Neapol           |                                                            |
| Bagnolese             | Bagnoli, Neapol  | Campo ILVA                                                 |
| Internazionale Napoli | Neapol           | Campo delle Terme di Agnano                                |
| Naples                | Neapol           | Poligono di tiro a segno nazionale "Vittorio Emanuele III" |
| Pro Napoli            | Neapol           | Campo ILVA e Campo Pilastri                                |
| Puteolana             | Pozzuoli         | Campo Armstrong                                            |
| Salernitana           | Salerno          | Campo di Piazza d'Armi, Campo Armstrong                    |
| Savoia                | Torre Annunziata | Campo Oncino                                               |

Lacjum
| Klub           | Miasto | Stadion                    |
| -------------- | ------ | -------------------------- |
| Audace Roma    | Rzym   |                            |
| Fortitudo      | Rzym   | Campo "Madonna del Riposo" |
| Juventus Audax | Rzym   | Campo della Farnesina      |
| Lazio          | Rzym   | Stadio della Rondinella    |
| Pro Roma       | Rzym   | Campo della Piramide       |
| Roman          | Rzym   | Campo di Due Pini          |
| Romana         | Rzym   | Campo dell'Olmo            |
| Vittoria Roma  | Rzym   | Trastevere Stadium         |

Toskania
| Klub             | Miasto    | Stadion                         |
| ---------------- | --------- | ------------------------------- |
| Firenze          | Florencja | Prato del Quercione             |
| Gerbi Pisa       | Piza      |                                 |
| Libertas Firenze | Florencja | Parco delle Cascine             |
| Livorno          | Livorno   | Campo di Villa Chayes           |
| Lucchese         | Lucca     | Campo sportivo "Campo di Marte" |
| Pisa             | Piza      | Arena Garibaldi                 |
| Prato            | Prato     |                                 |
| Viareggio        | Viareggio |                                 |

## Preeliminacje

### Liguria

#### Pierwsza runda
? października
Rivarolese – Serenitas Genova 2:1
10 października
Rivarolese – Sestrese 2:1

#### Druga runda
? października
Sestrese – Serenitas Genova 3:1

## Północne Włochy

### Kwalifikacje

#### Emilia-Romania

##### Grupa A

###### Tabela
|    | Klub     | LM | Z | R | P | GZ | GS | +/- | Pkt. | Uwagi        |
| -- | -------- | -- | - | - | - | -- | -- | --- | ---- | ------------ |
| 1. | Modena   | 8  | 6 | 1 | 1 | 28 | 7  | +21 | 13   | Kwalifikacja |
| 2. | Parma    | 8  | 5 | 1 | 2 | 27 | 13 | +14 | 11   | Baraże       |
| 3. | Piacenza | 8  | 3 | 3 | 2 | 19 | 18 | +1  | 9    |              |
| 4. | Reggiana | 8  | 1 | 2 | 5 | 7  | 29 | -22 | 4    |              |
| 5. | Carpi    | 8  | 1 | 1 | 6 | 14 | 28 | -14 | 3    | Spadek       |

###### Wyniki
| Gospodarz \ Gość | CAR | MOD | PAR | PIA | REG |
| ---------------- | --- | --- | --- | --- | --- |
| Carpi            | —   | 1:2 | 1:3 | 1:6 | 7:0 |
| Modena           | 6:0 | —   | 3:0 | 3:0 | 6:0 |
| Parma            | 6:0 | 4:1 | —   | 4:1 | 5:1 |
| Piacenza         | 4:3 | 2:2 | 3:3 | —   | 2:1 |
| Reggiana         | 1:1 | 0:5 | 3:2 | 1:1 | —   |

##### Grupa B

###### Tabela
|    | Klub             | LM | Z | R | P | GZ | GS | +/- | Pkt. | Uwagi        |
| -- | ---------------- | -- | - | - | - | -- | -- | --- | ---- | ------------ |
| 1. | Bologna          | 8  | 7 | 1 | 0 | 25 | 5  | +20 | 15   | Kwalifikacja |
| 2. | Mantova          | 8  | 4 | 2 | 2 | 13 | 8  | +5  | 10   | Baraże       |
| 3. | SPAL             | 8  | 2 | 3 | 3 | 6  | 14 | -8  | 7    |              |
| 4. | Virtus Bolognese | 8  | 2 | 1 | 5 | 8  | 15 | -7  | 5    |              |
| 5. | Nazionale Emilia | 8  | 1 | 1 | 6 | 6  | 16 | -10 | 3    | Spadek       |

###### Wyniki
| Gospodarz \ Gość | BOL | MAN | NAZ | SPA | VIR |
| ---------------- | --- | --- | --- | --- | --- |
| Bologna          | —   | 2:1 | 4:1 | 6:0 | 2:1 |
| Mantova          | 1:1 | —   | 1:0 | 1:1 | 4:1 |
| Nazionale Emilia | 1:4 | 2:0 | —   | 1:1 | 1:3 |
| SPAL             | 0:3 | 0:2 | 2:0 | —   | 1:0 |
| Virtus Bolognese | 0:3 | 1:3 | 1:0 | 1:1 | —   |

##### Finały regionalne
6 marca
Bologna – Modena 10:1
13 marca
Modena – Bologna 1:0
3 kwietnia. Ferrara.
Bologna – Modena 1:0 pd.

##### Baraże
2 lutego
Parma – Mantova 0:1
20 lutego
Mantova – Parma 4:0

#### Liguria

##### Tabela
|    | Klub            | LM | Z | R | P  | GZ | GS | +/- | Pkt. | Uwagi        |
| -- | --------------- | -- | - | - | -- | -- | -- | --- | ---- | ------------ |
| 1. | Andrea Doria    | 14 | 9 | 4 | 1  | 33 | 9  | +24 | 22   | Kwalifikacja |
| 2. | Genoa           | 14 | 8 | 3 | 3  | 23 | 8  | +15 | 19   | Kwalifikacja |
| 3. | Spezia          | 14 | 6 | 5 | 3  | 17 | 9  | +8  | 17   |              |
| 3. | Savona          | 14 | 6 | 5 | 3  | 15 | 12 | +3  | 17   |              |
| 5. | Sampierdarenese | 14 | 7 | 2 | 5  | 17 | 15 | +2  | 16   |              |
| 6. | Spes Genova     | 14 | 5 | 2 | 7  | 16 | 27 | -11 | 12   |              |
| 7. | Sestrese        | 14 | 2 | 5 | 7  | 11 | 23 | -12 | 9    |              |
| 8. | Rivarolese      | 14 | 0 | 0 | 14 | 3  | 32 | -29 | 0    | Spadek       |

##### Wyniki
| Gospodarz \ Gość | ADO | GEN | RIV | SAM | SVN | SES | SGE | SPE |
| ---------------- | --- | --- | --- | --- | --- | --- | --- | --- |
| Andrea Doria     |     | 2:0 | 3:1 | 1:0 | 2:0 | 6:1 | 3:0 | 1:1 |
| Genoa            | 2:0 |     | 2:0 | 0:1 | 2:0 | 3:0 | 5:0 | 1:0 |
| Rivarolese       | 0:2 | 0:2 |     | 1:4 | 0:2 | 0:2 | 0:2 | 0:2 |
| Sampierdarenese  | 1:4 | 0:2 | 2:0 |     | 2:0 | 2:1 | 1:0 | 0:1 |
| Savona           | 0:0 | 2:1 | 2:0 | 2:2 |     | 1:0 | 3:1 | 1:0 |
| Sestrese         | 1:1 | 1:1 | 2:0 | 1:1 | 1:1 |     | 0:2 | 0:0 |
| Spes Genova      | 1:7 | 1:1 | 2:0 | 0:1 | 1:1 | 3:1 |     | 2:0 |
| Spezia           | 1:1 | 1:1 | 3:1 | 2:0 | 0:0 | 2:0 | 4:1 |     |

#### Lombardia

##### Grupa A

###### Tabela
|    | Klub              | LM | Z | R | P | GZ | GS | +/- | Pkt. | Uwagi        |
| -- | ----------------- | -- | - | - | - | -- | -- | --- | ---- | ------------ |
| 1. | Internazionale    | 6  | 6 | 0 | 0 | 47 | 8  | +39 | 12   | Kwalifikacja |
| 2. | Casteggio         | 6  | 3 | 1 | 2 | 18 | 12 | +6  | 7    |              |
| 3. | Legnanesi         | 6  | 2 | 1 | 3 | 16 | 20 | -4  | 5    |              |
| 4. | Ausonia Pro Gorla | 6  | 0 | 0 | 6 | 1  | 42 | -41 | 0    | Spadek       |

###### Wyniki
| Gospodarz \ Gość  | AUS | CST | GCL  | INT  |
| ----------------- | --- | --- | ---- | ---- |
| Ausonia Pro Gorla |     | 1:2 | 0:7  | 0:14 |
| Casteggio         | 5:0 |     | 2:2  | 3:4  |
| Legnanesi         | 5:0 | 0:3 |      | 2:3  |
| Internazionale    | 9:0 | 5:3 | 12:0 |      |

##### Grupa B

###### Tabela
|    | Klub       | LM | Z | R | P | GZ | GS | +/- | Pkt. | Uwagi        |
| -- | ---------- | -- | - | - | - | -- | -- | --- | ---- | ------------ |
| 1. | Milan      | 6  | 5 | 1 | 0 | 21 | 5  | +16 | 11   | Kwalifikacja |
| 2. | Pro Patria | 6  | 4 | 0 | 2 | 10 | 10 | 0   | 8    |              |
| 3. | Cremonese  | 6  | 2 | 1 | 3 | 9  | 9  | 0   | 5    |              |
| 4. | Monza      | 6  | 0 | 0 | 6 | 2  | 18 | -16 | 0    | Spadek       |

###### Wyniki
| Gospodarz \ Gość | CRE | MIL | MON | PPA |
| ---------------- | --- | --- | --- | --- |
| Cremonese        |     | 1:2 | 4:0 | 1:2 |
| Milan            | 2:2 |     | 5:0 | 7:1 |
| Monza            | 0:1 | 1:4 |     | 0:2 |
| Pro Patria       | 3:0 | 0:1 | 2:1 |     |

##### Grupa C

###### Tabela
|    | Klub      | LM | Z | R | P | GZ | GS | +/- | Pkt. | Uwagi        |
| -- | --------- | -- | - | - | - | -- | -- | --- | ---- | ------------ |
| 1. | Milanese  | 6  | 6 | 0 | 0 | 24 | 4  | +20 | 12   | Kwalifikacja |
| 2. | Pavia     | 6  | 4 | 0 | 2 | 11 | 6  | +5  | 8    |              |
| 3. | Varese    | 6  | 1 | 0 | 5 | 4  | 14 | -10 | 2    | Baraże       |
| 3. | Pro Sesto | 6  | 1 | 0 | 5 | 6  | 21 | -15 | 2    | Baraże       |

###### Wyniki
| Gospodarz \ Gość | PAV | PSE | USM  | VAR |
| ---------------- | --- | --- | ---- | --- |
| Pavia            |     | 2:0 | 0:1  | 3:0 |
| Pro Sesto        | 2:3 |     | 2:12 | 1:0 |
| Milanese         | 2:1 | 2:0 |      | 4:1 |
| Varese           | 1:2 | 2:1 | 0:3  |     |

###### Baraże
5 grudnia. Busto Arsizio.
Pro Sesto – Varese 1:2 pd.

##### Grupa D

###### Tabela
|    | Klub    | LM | Z | R | P | GZ | GS | +/- | Pkt. | Uwagi        |
| -- | ------- | -- | - | - | - | -- | -- | --- | ---- | ------------ |
| 1. | Legnano | 6  | 4 | 2 | 0 | 17 | 3  | +14 | 10   | Kwalifikacja |
| 2. | Como    | 6  | 3 | 2 | 1 | 12 | 10 | +2  | 8    |              |
| 3. | Chiasso | 6  | 1 | 1 | 4 | 7  | 14 | -7  | 3    | Baraże       |
| 3. | Stelvio | 6  | 0 | 3 | 3 | 4  | 13 | -9  | 3    | Baraże       |

###### Wyniki
| Gospodarz \ Gość | CHI | COM | LEG | STE |
| ---------------- | --- | --- | --- | --- |
| Chiasso          |     | 0:3 | 0:4 | 3:0 |
| Como             | 3:2 |     | 1:1 | 3:0 |
| Legnano          | 3:1 | 5:0 |     | 3:0 |
| Stelvio          | 1:1 | 2:2 | 1:1 |     |

###### Baraże
5 grudnia. Saronno.
Chiasso – Stelvio 2:1
Powtórka
19 grudnia. Saronno.
Chiasso – Stelvio 1:0

##### Grupa E

###### Tabela
|    | Klub            | LM | Z | R | P | GZ | GS | +/- | Pkt. | Uwagi        |
| -- | --------------- | -- | - | - | - | -- | -- | --- | ---- | ------------ |
| 1. | Saronno         | 6  | 4 | 1 | 1 | 12 | 7  | +5  | 9    | Kwalifikacja |
| 2. | Libertas Milano | 6  | 2 | 2 | 2 | 12 | 9  | +3  | 6    |              |
| 2. | Brescia         | 6  | 2 | 2 | 2 | 10 | 9  | +1  | 6    |              |
| 4. | Atalanta        | 6  | 1 | 1 | 4 | 6  | 15 | -9  | 3    | Spadek       |

###### Wyniki
| Gospodarz \ Gość | ATA | BRE | ACL | SAR |
| ---------------- | --- | --- | --- | --- |
| Atalanta         |     | 1:1 | 1:0 | 1:2 |
| Brescia          | 3:2 |     | 1:1 | 3:1 |
| Libertas Milano  | 7:1 | 2:1 |     | 1:4 |
| Saronno          | 2:0 | 2:1 | 1:1 |     |

##### Grupa F

###### Tabela
|    | Klub                | LM | Z | R | P | GZ | GS | +/- | Pkt. | Uwagi        |
| -- | ------------------- | -- | - | - | - | -- | -- | --- | ---- | ------------ |
| 1. | Trevigliese         | 6  | 5 | 0 | 1 | 13 | 7  | +6  | 10   | Kwalifikacja |
| 2. | Juventus Italia     | 6  | 4 | 0 | 2 | 16 | 9  | +7  | 8    |              |
| 3. | Nazionale Lombardia | 6  | 2 | 0 | 4 | 11 | 20 | -9  | 4    |              |
| 4. | Enotria Goliardo    | 6  | 1 | 0 | 5 | 12 | 16 | -4  | 2    | Spadek       |

###### Wyniki
| Gospodarz \ Gość    | ENO | JIT | NLO | TVG |
| ------------------- | --- | --- | --- | --- |
| Enotria Goliardo    |     | 0:1 | 2:3 | 1:2 |
| Juventus Italia     | 4:2 |     | 7:0 | 2:1 |
| Nazionale Lombardia | 3:6 | 3:1 |     | 2:3 |
| Trevigliese         | 3:1 | 3:1 | 1:0 |     |

##### Runda finałowa

###### Tabela
|    | Klub           | LM | Z | R | P | GZ | GS | +/- | Pkt. | Uwagi        |
| -- | -------------- | -- | - | - | - | -- | -- | --- | ---- | ------------ |
| 1. | Legnano        | 10 | 8 | 1 | 1 | 22 | 9  | +13 | 17   | Kwalifikacja |
| 2. | Internazionale | 10 | 6 | 4 | 0 | 26 | 8  | +18 | 16   | Kwalifikacja |
| 3. | Milanese       | 10 | 5 | 1 | 4 | 15 | 14 | +1  | 11   | Kwalifikacja |
| 4. | Milan          | 10 | 3 | 2 | 5 | 14 | 11 | +3  | 8    | Kwalifikacja |
| 5. | Saronno        | 10 | 3 | 0 | 7 | 14 | 30 | -16 | 6    |              |
| 6. | Trevigliese    | 10 | 1 | 0 | 9 | 9  | 28 | -19 | 2    |              |

###### Wyniki
| Gospodarz \ Gość | INT | LEG | MIL | SAR | TVG | USM |
| ---------------- | --- | --- | --- | --- | --- | --- |
| Internazionale   |     | 4:1 | 0:0 | 5:1 | 4:0 | 2:1 |
| Legnano          | 1:1 |     | 1:0 | 4:1 | 6:2 | 4:0 |
| Milan            | 1:1 | 1:2 |     | 2:3 | 1:0 | 0:1 |
| Saronno          | 0:4 | 0:1 | 1:7 |     | 5:1 | 0:2 |
| Trevigliese      | 1:3 | 0:1 | 1:2 | 2:0 |     | 1:2 |
| Milanese         | 2:2 | 0:1 | 1:0 | 2:3 | 4:1 |     |

#### Piemont

##### Grupa A

###### Tabela
|    | Klub      | LM | Z | R | P | GZ | GS | +/- | Pkt. | Uwagi        |
| -- | --------- | -- | - | - | - | -- | -- | --- | ---- | ------------ |
| 1. | Novara    | 10 | 7 | 2 | 1 | 31 | 8  | +23 | 16   | Kwalifikacja |
| 1. | Torino    | 10 | 7 | 2 | 1 | 25 | 12 | +13 | 16   | Kwalifikacja |
| 3. | Torinese  | 10 | 6 | 1 | 3 | 26 | 15 | +11 | 13   | Baraże       |
| 4. | Juventus  | 10 | 4 | 3 | 3 | 27 | 14 | +7  | 11   |              |
| 5. | Pastore   | 10 | 1 | 1 | 8 | 10 | 33 | -23 | 3    |              |
| 6. | Carignano | 10 | 0 | 1 | 9 | 5  | 42 | -37 | 1    | Spadek       |

###### Wyniki
| Gospodarz \ Gość | CRG | JUV | NOV | PAS | TOR | UST |
| ---------------- | --- | --- | --- | --- | --- | --- |
| Carignano        |     | 1:5 | 0:6 | 1:2 | 1:6 | 0:5 |
| Juventus         | 7:1 |     | 1:1 | 5:0 | 2:2 | 2:2 |
| Novara           | 4:0 | 3:0 |     | 2:0 | 1:1 | 2:1 |
| Pastore          | 1:1 | 0:4 | 0:6 |     | 2:4 | 1:4 |
| Torino           | 1:0 | 2:0 | 3:2 | 3:2 |     | 3:1 |
| Torinese         | 5:0 | 2:1 | 2:4 | 3:2 | 1:0 |     |

##### Grupa B

###### Tabela
|    | Klub           | LM | Z | R | P  | GZ | GS | +/- | Pkt. | Uwagi        |
| -- | -------------- | -- | - | - | -- | -- | -- | --- | ---- | ------------ |
| 1. | Alessandria    | 10 | 9 | 1 | 0  | 37 | 3  | +34 | 19   | Kwalifikacja |
| 2. | Pro Vercelli   | 10 | 6 | 1 | 3  | 24 | 10 | +14 | 13   | Kwalifikacja |
| 3. | Casale         | 10 | 6 | 0 | 4  | 18 | 10 | +8  | 12   | Baraże       |
| 4. | Biellese       | 10 | 5 | 1 | 4  | 16 | 18 | -2  | 11   |              |
| 5. | Valenzana      | 10 | 2 | 1 | 7  | 12 | 25 | -13 | 5    |              |
| 6. | Amatori Torino | 10 | 0 | 0 | 10 | 3  | 44 | -41 | 0    | Spadek       |

###### Wyniki
| Gospodarz \ Gość | ALE | AMT  | BIE | CSL | PVE | VAL |
| ---------------- | --- | ---- | --- | --- | --- | --- |
| Alessandria      |     | 13:0 | 2:0 | 3:1 | 1:0 | 5:0 |
| Amatori Torino   | 0:2 |      | 0:2 | 0:5 | 1:4 | 2:4 |
| Biellese         | 1:6 | 5:0  |     | 2:1 | 2:0 | 3:1 |
| Casale           | 1:2 | 2:0  | 3:0 |     | 2:0 | 1:0 |
| Pro Vercelli     | 0:0 | 4:0  | 5:1 | 2:0 |     | 6:1 |
| Valenzana        | 0:3 | 3:0  | 0:0 | 1:2 | 2:3 |     |

###### Baraże
20 lutego. Vercelli
Casale – Torinese 0:0 pd.
Rewanż
20 marca. Vercelli
Casale – Torinese 0:2

#### Wenecja

##### Grupa A

###### Tabela
|    | Klub      | LM | Z | R | P | GZ | GS | +/- | Pkt. | Uwagi        |
| -- | --------- | -- | - | - | - | -- | -- | --- | ---- | ------------ |
| 1. | Petrarca  | 8  | 5 | 3 | 0 | 21 | 5  | +16 | 13   | Kwalifikacja |
| 2. | Bentegodi | 8  | 5 | 2 | 1 | 20 | 9  | +11 | 12   | Kwalifikacja |
| 3. | Venezia   | 8  | 3 | 3 | 2 | 12 | 7  | +5  | 9    |              |
| 4. | Udinese   | 8  | 1 | 3 | 4 | 10 | 20 | -10 | 5    |              |
| 5. | Treviso   | 8  | 0 | 1 | 7 | 5  | 27 | -22 | 1    |              |

###### Wyniki
| Gospodarz \ Gość | BEN | PET | TRV | UDI | VEN |
| ---------------- | --- | --- | --- | --- | --- |
| Bentegodi        |     | 2:2 | 2:1 | 5:0 | 1:1 |
| Petrarca         | 3:1 |     | 6:0 | 4:0 | 1:1 |
| Treviso          | 1:6 | 0:2 |     | 2:5 | 0:2 |
| Udinese          | 1:2 | 1:1 | 1:1 |     | 1:1 |
| Venezia          | 0:1 | 0:2 | 3:0 | 4:1 |     |

##### Grupa B

###### Tabela
|    | Klub    | LM | Z | R | P | GZ | GS | +/- | Pkt. | Uwagi        |
| -- | ------- | -- | - | - | - | -- | -- | --- | ---- | ------------ |
| 1. | Verona  | 8  | 6 | 1 | 1 | 19 | 7  | +12 | 13   | Kwalifikacja |
| 2. | Padova  | 8  | 5 | 2 | 1 | 19 | 8  | +11 | 12   | Kwalifikacja |
| 3. | Vicenza | 8  | 4 | 2 | 2 | 11 | 8  | +3  | 10   |              |
| 4. | Schio   | 8  | 1 | 2 | 5 | 8  | 15 | -7  | 4    |              |
| 5. | Dolo    | 8  | 0 | 1 | 7 | 8  | 27 | -19 | 1    |              |

###### Wyniki
| Gospodarz \ Gość | DOL | HEL | PAD | SCH | VIC |
| ---------------- | --- | --- | --- | --- | --- |
| Dolo             |     | 3:4 | 1:5 | 0:0 | 1:2 |
| Verona           | 6:0 |     | 1:1 | 4:1 | 1:0 |
| Padova           | 3:2 | 2:0 |     | 4:0 | 1:2 |
| Schio            | 5:0 | 0:1 | 1:2 |     | 0:0 |
| Vicenza          | 2:1 | 0:2 | 1:1 | 4:1 |     |

##### Runda finałowa

###### Tabela
|    | Klub      | LM | Z | R | P | GZ | GS | +/- | Pkt. | Uwagi        |
| -- | --------- | -- | - | - | - | -- | -- | --- | ---- | ------------ |
| 1. | Padova    | 6  | 3 | 2 | 1 | 10 | 5  | +5  | 8    | Kwalifikacja |
| 2. | Bentegodi | 6  | 2 | 3 | 1 | 12 | 9  | +3  | 7    | Kwalifikacja |
| 3. | Verona    | 6  | 2 | 2 | 2 | 7  | 9  | -2  | 6    |              |
| 4. | Petrarca  | 6  | 1 | 1 | 4 | 9  | 15 | -6  | 3    |              |

###### Wyniki
| Gospodarz \ Gość | BEN | HEL | PAD | PET |
| ---------------- | --- | --- | --- | --- |
| Bentegodi        |     | 1:1 | 2:2 | 4:4 |
| Verona           | 2:2 |     | 2:1 | 3:0 |
| Padova           | 0:2 | 1:1 |     | 4:4 |
| Petrarca         | 0:2 | 3:0 | 0:3 |     |

### Półfinały

#### Grupa A

##### Tabela
|    | Klub    | LM | Z | R | P | GZ | GS | +/- | Pkt. | Uwagi        |
| -- | ------- | -- | - | - | - | -- | -- | --- | ---- | ------------ |
| 1. | Bologna | 6  | 4 | 2 | 0 | 13 | 4  | +9  | 10   | Kwalifikacja |
| 2. | Genoa   | 6  | 2 | 3 | 1 | 10 | 9  | +1  | 7    |              |
| 3. | Novara  | 6  | 2 | 2 | 2 | 7  | 7  | 0   | 6    |              |
| 4. | Milan   | 6  | 0 | 1 | 5 | 8  | 18 | -10 | 1    |              |

##### Wyniki
| Gospodarz \ Gość | BOL | GEN | MIL | NOV |
| ---------------- | --- | --- | --- | --- |
| Bologna          | —   | 1:1 | 2:0 | 3:1 |
| Genoa            | 1:2 | —   | 4:3 | 1:1 |
| Milan            | 1:5 | 2:2 | —   | 2:3 |
| Novara           | 0:0 | 0:1 | 2:0 | —   |

#### Grupa B

##### Tabela
|    | Klub         | LM | Z | R | P | GZ | GS | +/- | Pkt. | Uwagi  |
| -- | ------------ | -- | - | - | - | -- | -- | --- | ---- | ------ |
| 1. | Alessandria  | 6  | 4 | 0 | 2 | 17 | 5  | +12 | 8    | Baraże |
| 1. | Modena       | 6  | 4 | 0 | 2 | 7  | 8  | -1  | 8    | Baraże |
| 3. | Andrea Doria | 6  | 3 | 0 | 3 | 6  | 5  | +1  | 6    |        |
| 4. | Milanese     | 6  | 1 | 0 | 5 | 4  | 16 | -12 | 2    |        |

##### Wyniki
| Gospodarz \ Gość | ALE | ADO | MOD | USM |
| ---------------- | --- | --- | --- | --- |
| Alessandria      | —   | 2:1 | 5:1 | 8:0 |
| Andrea Doria     | 1:0 | —   | 2:0 | 2:1 |
| Modena           | 1:0 | 1:0 | —   | 2:1 |
| Milanese         | 1:2 | 1:0 | 0:2 | —   |

##### Baraże
3 lipca. Mediolan.
Alessandria – Modena 4:0

#### Grupa C

##### Tabela
|    | Klub    | LM | Z | R | P | GZ | GS | +/- | Pkt. | Uwagi  |
| -- | ------- | -- | - | - | - | -- | -- | --- | ---- | ------ |
| 1. | Torino  | 6  | 4 | 0 | 2 | 13 | 10 | +3  | 8    | Baraże |
| 1. | Legnano | 6  | 4 | 0 | 2 | 10 | 8  | +2  | 8    | Baraże |
| 3. | Padova  | 6  | 2 | 0 | 4 | 9  | 10 | -1  | 4    |        |
| 3. | Mantova | 6  | 2 | 0 | 4 | 7  | 11 | -4  | 4    |        |

##### Wyniki
| Gospodarz \ Gość | LEG | MAN | PAD | TOR |
| ---------------- | --- | --- | --- | --- |
| Legnano          | —   | 3:0 | 2:0 | 3:2 |
| Mantova          | 2:0 | —   | 3:2 | 1:3 |
| Padova           | 0:1 | 2:1 | —   | 4:1 |
| Torino           | 4:1 | 1:0 | 2:1 | —   |

##### Baraże
26 czerwca. Vercelli.
Legnano – Torino 1:1 pd.

#### Grupa D

##### Tabela
|    | Klub           | LM | Z | R | P | GZ | GS | +/- | Pkt. | Uwagi        |
| -- | -------------- | -- | - | - | - | -- | -- | --- | ---- | ------------ |
| 1. | Pro Vercelli   | 6  | 5 | 0 | 1 | 13 | 4  | +9  | 10   | Kwalifikacja |
| 2. | Torinese       | 6  | 4 | 1 | 1 | 14 | 6  | +8  | 9    |              |
| 3. | Internazionale | 6  | 1 | 1 | 4 | 8  | 13 | -5  | 3    |              |
| 4. | Bentegodi      | 6  | 1 | 0 | 5 | 4  | 16 | -12 | 2    |              |

##### Wyniki
| Gospodarz \ Gość | BEN | INT | PRO | UST |
| ---------------- | --- | --- | --- | --- |
| Bentegodi        | —   | 2:0 | 1:4 | 0:1 |
| Internazionale   | 4:1 | —   | 0:2 | 4:4 |
| Pro Vercelli     | 3:0 | 2:0 | —   | 2:0 |
| Torinese         | 4:0 | 2:0 | 3:0 | —   |

### Runda finałowa

#### Pierwsza runda
7 lipca. Turyn
Alessandria – Pro Vercelli 0:4

#### Druga runda
17 lipca. Livorno
Bologna – Pro Vercelli 1:2 pd.

## Środkowo-Południowe Włochy

### Kwalifikacje

#### Kampania

##### Grupa A

###### Tabela
|    | Klub        | LM | Z | R | P | GZ | GS | +/- | Pkt. | Uwagi        |
| -- | ----------- | -- | - | - | - | -- | -- | --- | ---- | ------------ |
| 1. | Puteolana   | 6  | 5 | 1 | 0 | 17 | 4  | +13 | 11   | Kwalifikacja |
| 2. | Naples      | 6  | 4 | 0 | 2 | 18 | 8  | +10 | 8    | Kwalifikacja |
| 3. | Savoia      | 6  | 2 | 1 | 3 | 8  | 21 | -13 | 5    |              |
| 4. | Salernitana | 6  | 0 | 0 | 6 | 1  | 11 | -10 | 0    |              |

###### Wyniki
| Gospodarz \ Gość | NAP | PUT | SAL | SAV |
| ---------------- | --- | --- | --- | --- |
| Naples           | —   | 1:2 | 2:0 | 4:2 |
| Puteolana        | 3:1 | —   | 2:1 | 7:0 |
| Salernitana      | 0:1 | 0:2 | —   | 0:2 |
| Savoia           | 1:9 | 1:1 | 2:0 | —   |

##### Grupa B

###### Tabela
|    | Klub                  | LM | Z | R | P | GZ | GS | +/- | Pkt. | Uwagi        |
| -- | --------------------- | -- | - | - | - | -- | -- | --- | ---- | ------------ |
| 1. | Internazionale Napoli | 6  | 4 | 1 | 1 | 13 | 5  | +8  | 9    | Kwalifikacja |
| 1. | Bagnolese             | 6  | 4 | 1 | 1 | 13 | 6  | +7  | 9    | Kwalifikacja |
| 3. | Pro Napoli            | 6  | 3 | 0 | 3 | 10 | 6  | +4  | 6    |              |
| 4. | Audace Napoli         | 6  | 0 | 0 | 6 | 3  | 22 | -19 | 0    |              |

###### Wyniki
| Gospodarz \ Gość      | AUD | BAG | INT | PRO |
| --------------------- | --- | --- | --- | --- |
| Audace Napoli         | —   | 0:3 | 0:6 | 1:4 |
| Bagnolese             | 4:1 | —   | 1:1 | 2:0 |
| Internazionale Napoli | 2:1 | 3:1 | —   | 0:2 |
| Pro Napoli            | 3:0 | 1:2 | 0:1 | —   |

#### Lacjum

##### Tabela
|    | Klub           | LM | Z  | R | P  | GZ | GS | +/- | Pkt. | Uwagi        |
| -- | -------------- | -- | -- | - | -- | -- | -- | --- | ---- | ------------ |
| 1. | Fortitudo      | 14 | 13 | 1 | 0  | 58 | 8  | +50 | 27   | Kwalifikacja |
| 2. | Lazio          | 14 | 10 | 2 | 2  | 45 | 12 | +33 | 22   | Kwalifikacja |
| 3. | Juventus Audax | 14 | 8  | 1 | 5  | 41 | 18 | +23 | 17   |              |
| 4. | Pro Roma       | 14 | 6  | 2 | 6  | 25 | 37 | -12 | 14   |              |
| 5. | Audace Roma    | 14 | 5  | 1 | 8  | 30 | 34 | -4  | 11   |              |
| 6. | Romana         | 14 | 5  | 0 | 9  | 23 | 35 | -12 | 10   |              |
| 7. | Vittoria Roma  | 14 | 2  | 3 | 9  | 12 | 45 | -33 | 7    |              |
| 8. | Roman          | 14 | 1  | 2 | 11 | 13 | 59 | -46 | 4    |              |

##### Wyniki
| Gospodarz \ Gość | AUD | FOR | JUV | LAZ | PRO | ROM  | USR | VIT |
| ---------------- | --- | --- | --- | --- | --- | ---- | --- | --- |
| Audace Roma      | —   | 1:4 | 1:2 | 0:9 | 1:2 | 3:0  | 4:0 | 5:0 |
| Fortitudo        | 6:3 | —   | 3:0 | 1:1 | 4:2 | 11:0 | 4:0 | 4:0 |
| Juventus Audax   | 2:2 | 1:3 | —   | 3:0 | 8:1 | 9:0  | 6:2 | 1:2 |
| Lazio            | 2:0 | 0:1 | 2:0 | —   | 4:0 | 6:0  | 2:1 | 6:1 |
| Pro Roma         | 4:1 | 0:6 | 1:0 | 2:5 | —   | 4:0  | 1:2 | 2:1 |
| Roman            | 1:6 | 0:1 | 1:2 | 1:5 | 3:3 | —    | 1:2 | 1:1 |
| Romana           | 0:2 | 0:5 | 0:5 | 1:2 | 1:2 | 3:1  | —   | 6:0 |
| Vittoria Roma    | 2:1 | 0:5 | 0:3 | 1:1 | 1:1 | 3:4  | 0:5 | —   |

#### Toskania

##### Tabela
|    | Klub             | LM | Z  | R | P  | GZ | GS | +/- | Pkt. | Uwagi        |
| -- | ---------------- | -- | -- | - | -- | -- | -- | --- | ---- | ------------ |
| 1. | Pisa             | 14 | 12 | 1 | 1  | 40 | 11 | +19 | 25   | Kwalifikacja |
| 2. | Livorno          | 14 | 11 | 2 | 1  | 50 | 11 | +39 | 24   | Kwalifikacja |
| 3. | Lucchese         | 14 | 8  | 2 | 4  | 31 | 20 | +11 | 18   |              |
| 4. | Prato            | 14 | 7  | 0 | 7  | 21 | 22 | -1  | 14   |              |
| 5. | Firenze          | 14 | 4  | 3 | 7  | 16 | 26 | -10 | 11   |              |
| 6. | Libertas Firenze | 14 | 4  | 2 | 8  | 19 | 20 | -1  | 10   |              |
| 7. | Viareggio        | 14 | 1  | 3 | 10 | 21 | 48 | -27 | 5    |              |
| 7. | Gerbi Pisa       | 14 | 1  | 3 | 10 | 10 | 50 | -40 | 5    |              |

##### Wyniki
| Gospodarz \ Gość | CSF | GER  | LIB | LIV | LUC | PIS | PRA | VIA  |
| ---------------- | --- | ---- | --- | --- | --- | --- | --- | ---- |
| Firenze          | —   | 1:1  | 1:0 | 0:5 | 2:0 | 1:5 | 0:2 | 4:2  |
| Gerbi Pisa       | 0:3 | —    | 3:0 | 0:5 | 2:2 | 1:4 | 1:2 | 1:1  |
| Libertas Firenze | 0:0 | 8:0  | —   | 2:4 | 0:1 | 2:4 | 2:0 | 0:0  |
| Livorno          | 3:0 | 11:0 | 3:0 | —   | 2:2 | 0:0 | 2:0 | 7:2  |
| Lucchese         | 2:0 | 3:0  | 1:0 | 0:3 | —   | 2:5 | 3:2 | 11:1 |
| Pisa             | 3:2 | 4:0  | 2:0 | 3:0 | 3:0 | —   | 2:0 | 2:0  |
| Prato            | 1:0 | 3:0  | 0:2 | 0:1 | 0:2 | 2:1 | —   | 5:3  |
| Viareggio        | 2:2 | 3:1  | 1:3 | 2:4 | 0:2 | 1:2 | 3:4 | —    |

##### Runda finałowa

###### Tabela
|    | Klub                  | LM | Z | R | P | GZ | GS | +/- | Pkt. | Uwagi        |
| -- | --------------------- | -- | - | - | - | -- | -- | --- | ---- | ------------ |
| 1. | Naples                | 6  | 3 | 1 | 2 | 8  | 7  | +1  | 7    | Kwalifikacja |
| 2. | Bagnolese             | 6  | 3 | 0 | 3 | 7  | 5  | +2  | 6    | Kwalifikacja |
| 3. | Internazionale Napoli | 6  | 0 | 1 | 5 | 2  | 10 | -8  | 1    |              |
| 4. | Puteolana             | 6  | 5 | 0 | 1 | 11 | 6  | +5  | 10   |              |

###### Wyniki
| Gospodarz \ Gość      | BAG | INT | NAP | PUT |
| --------------------- | --- | --- | --- | --- |
| Bagnolese             | —   | 1:0 | 2:0 | 1:2 |
| Internazionale Napoli | 0:2 | —   | 1:2 | 1:3 |
| Naples                | 2:1 | 0:0 | —   | 2:0 |
| Puteolana             | 1:0 | 2:0 | 3:2 | —   |

### Półfinały

#### Grupa A

##### Tabela
|    | Klub    | LM | Z | R | P | GZ | GS | +/- | Pkt. | Uwagi        |
| -- | ------- | -- | - | - | - | -- | -- | --- | ---- | ------------ |
| 1. | Livorno | 4  | 4 | 0 | 0 | 13 | 4  | +9  | 8    | Kwalifikacja |
| 2. | Naples  | 4  | 1 | 1 | 2 | 11 | 13 | -2  | 3    |              |
| 3. | Lazio   | 4  | 0 | 1 | 3 | 7  | 14 | -7  | 1    |              |

##### Wyniki
| Gospodarz \ Gość | LAZ | LIV | NAP |
| ---------------- | --- | --- | --- |
| Lazio            | —   | 1:2 | 4:4 |
| Livorno          | 4:0 | —   | 5:2 |
| Naples           | 4:2 | 1:2 | —   |

#### Grupa B

##### Tabela
|    | Klub      | LM | Z | R | P | GZ | GS | +/- | Pkt. | Uwagi        |
| -- | --------- | -- | - | - | - | -- | -- | --- | ---- | ------------ |
| 1. | Pisa      | 4  | 3 | 1 | 0 | 13 | 2  | +11 | 7    | Kwalifikacja |
| 2. | Fortitudo | 4  | 2 | 1 | 1 | 11 | 3  | +8  | 5    |              |
| 3. | Bagnolese | 4  | 0 | 0 | 4 | 2  | 21 | -19 | 0    |              |

##### Wyniki
| Gospodarz \ Gość | BAG | FOR | PIS |
| ---------------- | --- | --- | --- |
| Bagnolese        | —   | 1:3 | 0:3 |
| Fortitudo        | 7:0 | —   | 1:2 |
| Pisa             | 8:1 | 0:0 | —   |

### Runda finałowa
3 lipca, Bolonia
Livorno – Pisa 0:1

## Finał
24 lipca, 17:17, Turyn
Pro Vercelli – Pisa 2:1
Skład mistrzów: Mario Curti, Virginio Rosetta, Piero Bossola (IV), Guido Ara, Giuseppe Parodi, Antonio Perino, Ugo Ceria, Mario Ardissone (II), Arturo Gay (I), Alessandro Rampini (II), Francesco Borello.